# Hou Zhihui
Hou Zhihui (født 18. marts 1997) er en kinesisk vægtløfter.
Hun repræsenterede Kina under sommer-OL 2020 i Tokyo, hvor hun vandt guld i 49 kg.